# Polychaetophyes
Polychaetophyes is een geslacht van halfvleugeligen uit de familie Machaerotidae. De wetenschappelijke naam van dit geslacht is voor het eerst geldig gepubliceerd in 1906 door Kirkaldy.

## Soorten
Het geslacht Polychaetophyes  is monotypisch en omvat slechts de volgende soort:
- Polychaetophyes serpulidia Kirkaldy, 1906